# Marial Shayok
Marial Makur Shayok (Ottawa, 26 luglio 1995) è un cestista canadese con cittadinanza sudsudanese.

## Carriera
Nato in Canada da genitori sudanesi, dopo aver trascorso la carriera universitaria tra i Virginia Cavaliers e gli Iowa State Cyclones, nel 2019 si dichiara per il Draft NBA, venendo chiamato con la cinquantatreesima scelta assoluta dai Philadelphia 76ers.

## Statistiche

### College
| Anno      | Squadra            | PG  | PT | MP   | TC%  | 3P%  | TL%  | RP  | AP  | PRP | SP  | PP   |
| --------- | ------------------ | --- | -- | ---- | ---- | ---- | ---- | --- | --- | --- | --- | ---- |
| 2014-2015 | Virginia Cavaliers | 34  | 1  | 14,6 | 40,5 | 38,0 | 63,0 | 1,8 | 1,0 | 0,6 | 0,3 | 3,8  |
| 2015-2016 | Virginia Cavaliers | 35  | 8  | 15,0 | 49,2 | 43,6 | 54,8 | 1,9 | 1,1 | 0,3 | 0,1 | 4,3  |
| 2016-2017 | Virginia Cavaliers | 34  | 14 | 20,6 | 44,5 | 32,8 | 79,6 | 2,4 | 1,0 | 0,9 | 0,3 | 8,9  |
| 2018-2019 | Iowa St. Cyclones  | 34  | 34 | 32,9 | 49,6 | 38,6 | 87,8 | 4,9 | 2,0 | 0,9 | 0,2 | 18,7 |
| Carriera  | Carriera           | 137 | 57 | 20,7 | 47,0 | 38,1 | 78,7 | 2,7 | 1,3 | 0,7 | 0,2 | 8,9  |

### NBA

#### Regular Season
| Anno      | Squadra            | PG | PT | MP  | TC%  | 3P%  | TL%  | RP  | AP  | PRP | SP  | PP  |
| --------- | ------------------ | -- | -- | --- | ---- | ---- | ---- | --- | --- | --- | --- | --- |
| 2019-2020 | Philadelphia 76ers | 4  | 0  | 7,0 | 25,0 | 33,3 | 75,0 | 1,8 | 0,3 | 0,0 | 0,3 | 2,8 |
| Carriera  | Carriera           | 4  | 0  | 7,0 | 25,0 | 33,3 | 75,0 | 1,8 | 0,3 | 0,0 | 0,3 | 2,8 |

### G League
| Anno      | Squadra         | PG | PT | MP   | TC%  | 3P%  | TL%  | RP  | AP  | PRP | SP  | PP   |
| --------- | --------------- | -- | -- | ---- | ---- | ---- | ---- | --- | --- | --- | --- | ---- |
| 2019-2020 | Del. Blue Coats | 35 | 33 | 30,0 | 45,4 | 35,6 | 88,9 | 5,8 | 3,8 | 0,7 | 0,3 | 23,0 |
| 2022-2023 | Maine Celtics   | 39 | 39 | 31,4 | 52,3 | 42,6 | 86,6 | 5,1 | 4,1 | 1,0 | 0,3 | 16,7 |
| Carriera  | Carriera        | 74 | 72 | 30,8 | 48,1 | 38,6 | 87,7 | 5,5 | 4,0 | 0,9 | 0,3 | 19,7 |

### Eurolega
| Anno      | Squadra    | PG | PT | MP   | TC%  | 3P%  | TL% | RP  | AP  | PRP | SP  | PP  |
| --------- | ---------- | -- | -- | ---- | ---- | ---- | --- | --- | --- | --- | --- | --- |
| 2021-2022 | Fenerbahçe | 15 | 9  | 14,5 | 42,4 | 34,8 | 100 | 1,3 | 1,3 | 0,3 | 0,1 | 4,6 |
| Carriera  | Carriera   | 15 | 9  | 14,5 | 42,4 | 34,8 | 100 | 1,3 | 1,3 | 0,3 | 0,1 | 4,6 |

## Palmarès
- Coppa di Israele: 1

Maccabi Tel Aviv: 2025
- Coppa di Lega israeliana: 1

Maccabi Tel Aviv: 2024